# Ситников, Василий Егорович
Васи́лий Его́рович Си́тников (24 октября 1924, Козловка, Воронежская губерния — 2 февраля 1991, Харьков) — командир миномётного расчёта 685-го стрелкового полка 193-й стрелковой Краснознамённой дивизии 65-й армии Центрального фронта, сержант. Герой Советского Союза.

## Биография
Родился 24 октября 1924 года в селе Козловка (ныне — Бутурлиновского района Воронежской области) в крестьянской семье. Окончил 7 классов. Работал в колхозе.
В Красной Армии с 1942 года. В действующей армии с января 1943 года. Член ВКП(б)/КПСС с 1943 года.
Командир миномётного расчёта 685-го стрелкового полка комсомолец сержант Василий Ситников, действуя в качестве командира отделения, 15 октября 1943 года переправлялся через реку Днепр у села Каменка Репкинского района Черниговской области Украины. Когда плот был разбит, бойцы вверенного сержанту В. Е. Ситникову отделения вброд добрались до берега, после чего выбили противника из траншеи, закрепились на рубеже и обеспечили форсирование Днепра другими подразделениями.
Указом Президиума Верховного Совета СССР от 30 октября 1943 года за образцовое выполнение боевых заданий командования и проявленные при этом мужество и героизм сержанту Ситникову Василию Егоровичу присвоено звание Героя Советского Союза с вручением ордена Ленина и медали «Золотая Звезда».
В 1952 году В. Е. Ситников окончил Военную офицерскую кавалерийскую школу. С 1974 года полковник В. Е. Ситников — в запасе. Жил в городе Харькове. Скончался 2 февраля 1991 года. Похоронен в Харькове на кладбище № 2.
Награждён орденами Ленина, Александра Невского, Отечественной войны 1-й степени, Красной Звезды, медалями.